# Hervé Bize
Hervé Bize, est un galeriste français d'art contemporain, basé en Lorraine à proximité du Centre Pompidou-Metz.

## Biographie
Hervé Bize, né en 1966, ouvre sa galerie à Nancy en février 1989, ce qui a fait de lui, selon l'expression de ses confrères « le plus jeune des vieux marchands français ».
Située dans le centre historique, à quelques pas de la fameuse place Stanislas, la galerie occupe la totalité des espaces d'un très ancien magasin de musique qui renferme des fresques Art nouveau qui confèrent à l'endroit une partie de sa singularité.
La galerie, une des rares galeries d'art contemporain située hors de Paris, privilégie la production d’expositions. Elle prend part aussi à la FIAC à Paris et elle participe, en 2010, à Art Basel; à Los Angeles en janvier 2016. Plusieurs de ses expositions suscitent un intérêt bien au-delà de la Lorraine, telles celle sur les pastels et les acryliques des années 1974 à 1983 de Jean Hélion, en 2005, ou celle sur les années 1940 de Francis Picabia, en 2001,.
Elle collabore avec des artistes français et étrangers appartenant à différentes générations (entre autres Daniel Buren, Philippe Cazal, Rémi Dall’Aglio, Daniel Dezeuze, Marco Godinho, François Morellet, Peter Rösel, Emmanuel Saulnier, Gérard Collin-Thiébaut, Jacques Charlier, Wim Delvoye, François Morellet, Bertrand Lavier). La galerie représente également André Cadere.
Auteur de textes et d'entretiens, Hervé Bize a publié deux livres aux Éditions Cercle d’Art en 2004 et 2005 : 
- une monographie consacrée à Jean Hélion, Jean Hélion, 1904-1987, publié par le Cercle d'art, en 2004, et signalé par Claire Paulhan  dans le journal Le Monde[16],
- un ouvrage sur le mouvement Dada[17].

Il est cofondateur du journal Art & Aktœr, trimestriel consacré à l'actualité de l'art contemporain dans le Grand Est qu'il a édité de 1993 à 2008.
Parmi les entretiens publiés dans Art & Aktœr:
- Ben[19] en avril 1993.
- André Cadere et Éric Hattan, dans Semaine no 239 - Revue hebdomadaire pour l’art contemporain - 04.06.2010 [20]

## Distinctions
- 2012 : il est fait chevalier des Arts et Lettres par la ministre de la Culture Aurélie Filippetti[21] qui a remarqué que : « Vingt-cinq ans après, votre galerie est représentée dans les plus grandes foires internationales »[5]